# Ganges (canción)
«Ganges» es una canción compuesta e interpretada por el músico argentino Luis Alberto Spinetta, incluida en su álbum solista Pelusón of milk editado en 1991. 
La versión del álbum está interpretada por Spinetta, con el acompañamiento de Guillermo Arrom en primera guitarra.

## Contexto
Spinetta venía de dos álbumes de estudio premiados como los mejores del año (Téster de violencia en 1988 y Don Lucero en 1989), un buen álbum en vivo (Exactas, 1990), un álbum recopilatorio (Piel de piel, 1990) y una clínica musical titulada El sonido primordial (1990) que fue editada como libro. Luego de semejante actividad, a la que se sumó haber recibido un shock eléctrico en un recital, Spinetta se apartó relativamente de los músicos de su banda y se refugió en el espacio privado de su familia.
En 1991 desapareció la Unión Soviética y el mundo comenzaba a transitar los primeros años de la década del '90, caracterizada por una mayor valoración social de lo privado -incluyendo el proceso de privatizaciones-, la riqueza y la fama, impulsada por un gran desarrollo de los medios de comunicación. "Aún quedan mil muros de Berlín" cantaría ese año en «Pies de atril».
Argentina por su parte dejaba atrás dos dramáticos brotes hiperinflacionarios en 1989 y 1990 que hundieron en la pobreza a la mayor parte de la población, a la vez que sucesivas leyes de impunidad dejaban en libertad a los criminales que habían cometido violaciones masivas de los derechos humanos en las décadas de 1970 y 1980.

## El álbum
Luego de un álbum "para pensar" como Téster de violencia y un álbum "para sentir" como Don Lucero, Spinetta tomó distancia de su banda y de las apariciones públicas, para concentrarse en su vida familiar, a la espera del bebé que gestaba su esposa, que finalmente nace mediante parto natural en su casa, con la presencia de toda la familia. Pelusón of milk es resultado de esa introspección, que recuerda otros álbumes creados en circunstancias similares, como Artaud y Kamikaze.

Está más ligado a mi vida que era "esperándola a Vera", porque eso es Pelusón of milk. Esos temas fueron hechos en mi casa, con el embarazo de la mamá, esperando a la beba... Muchos temas de Pelusón of milk están hechos de mí para mí. Es el intento de armar un enorme patio interior.
Luis Alberto Spinetta

Los temas incluyen frecuentemente samples y sonidos familiares, hogareños, voces, ruidos y sonidos de sus hijos. El álbum fue grabado entre junio y septiembre de 1991, en el estudio que Spinetta había instalado dos años antes en su casa de la calle Elcano al 3200, en el barrio de Colegiales.

## El tema

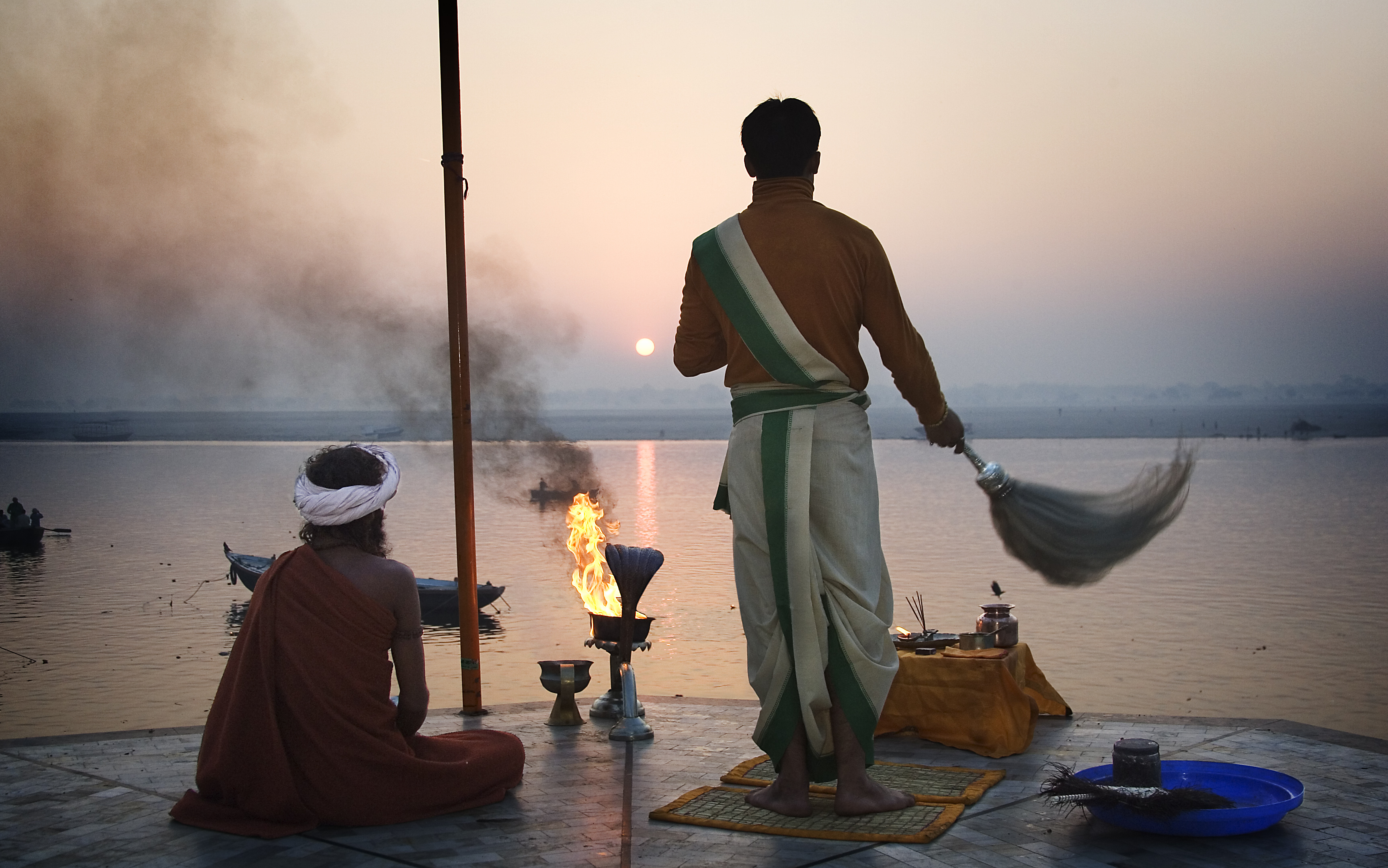
Rito religioso en el río sagrado Ganges. Spinetta encontró inspiración en las culturas orientales, algo que lo acercó espiritualmente al beatle George Harrison, quien -años después de la canción- pediría que sus cenizas fueran arrojadas al Ganges. Al morir, las cenizas de Spinetta fueron arrojadas al Río de la Plata.

El tema es el tercer track (lado A) del álbum solista Pelusón of milk, un álbum introspectivo y centrado en lo familiar. Se refiere al río Ganges, "el río sagrado de la India", como presentó Spinetta el tema en el recital realizado en el Teatro California de Santiago de Chile en 1992. El crítico musical Claudio Kleinman define la canción como "beatlesca", al igual que «Jilguero», canción esta última que no está incluida en el LP, ni en el casete, pero que se incluye en el CD original. Spinetta reconocía a Los Beatles como su principal influencia musical.
El tema tiene un ritmo vivaz y está integrado por tres partes similares, que se inician con la invitación "Ven y...". En la primera parte esa invitación es al reloj ("Ven y toca mi puerta, oh reloj"); en la segunda parte la invitación es al libro ("Ven y enciende mi letra, oh libro"); en la tercera parte la invitación es al buey ("Ven y sube a mi cuerpo, oh buey"). Las tres partes se completan con una especie de estribillo:

Y hoy que acaso el río azul se meció
Por tu piel
Es entonces tiempo de vagar
Hasta perder hasta perder la
sensación
Y así después amar...

Como otras canciones del álbum, la canción está relatada en segunda persona del singular, pero hablando consigo mismo. Spinetta se encargó de puntualizar que "muchos de los temas de Pelusón están escritos de mi para mi. Es el intento de armar un enorme patio interior". La afirmación coincide con una de las creencias que marcan la originalidad de su obra: "lo más sagrado que tenemos es nuestra intimidad del ser"
Spinetta se sentía profundamente vinculado espiritual y musicalmente con la cultura ancestral de la India -al igual que a otras culturas no europeas-, algo que también lo identificaba con George Harrison, el guitarrista de Los Beatles que mantuvo una fuerte conexión personal y artística con la cultura hindú. "Harrison es cósmico y su fusión con la música hindú es única", diría en Martropía. Muchos años después de la canción, las cenizas de Harrison serían arrojadas al Ganges, del mismo modo que las cenizas de Spinetta serían arrojadas al Río de la Plata.
En su etapa con Invisible Spinetta compuso varias canciones inspiradas en las culturas orientales y el budismo, como «La llave del mandala» y particularmente el álbum Durazno sangrando. En este último incluye el tema «En una lejana playa del animus» en donde dice:

en un río divino...
sin querer te marcarás
«En una lejana playa del animus», Durazno sangrando

En el tema Spinetta está acompañado por Guillermo Arrom, quien realiza el bello riff de guitarra eléctrica que anticipa cada una de las tres partes. Arrom acompañaría también a Spinetta en otros cinco temas del disco («Cruzarás», «La montaña», «Panacea», «Cielo de ti» y «Pies de atril») además de componer y ejecutar el arreglo de guitarra de «Hombre de lata».

En Ganges el arreglo no es mío, él me dijo: “Hacé un melodía acá”. “¿Qué melodía?” A mí no se me ocurría. “Hacé algo así” (tararea la intro de Ganges). Me lo cantó y yo toqué eso.
Guillermo Arrom